# Glomus canum
Glomus canum är en svampart som beskrevs av McGee 2002. Glomus canum ingår i släktet Glomus och familjen Glomeraceae.   Inga underarter finns listade i Catalogue of Life.